# آيت إشو أو اعلي (آيت سعيد أو إشو)
آيت إشو أو اعلي هو دُوَّار يقع بجماعة فم اودي، إقليم بني ملال، جهة بني ملال خنيفرة في المملكة المغربية. ينتمي الدوّار لمشيخة آيت سعيد أو إشو التي تضم 11 دوار. يقدر عدد سكانه بـ 67 نسمة حسب الإحصاء الرسمي للسكان والسكنى لسنة 2004.

## وصلات خارجية
- البوابة الوطنية للجماعات الترابية
- المندوبية السامية للتخطيط